# Реми (племе)
Ремите (на латински: Remi) са голямо белгийско-келтско племе (белги). Те са населявали територията между реките Ена и Матрона (Марна) в днешния регион Шампан в северната част на Франция.
Те секат своите монети още преди римското време и били известни като майстори, както левките, в хвърляне на „бомби“ (…optimus excusso Leucus Remusque lacerto).
Те водели често война с племената паризи и сенони. Под Икций и Андекомбогий те се съюзяват през 57 пр.н.е. с Цезар и му помагат по времето на галските войни, за което по-късно получават почетната титла foederati и стават едно от значимите племена на Галия. Тяхната столица е Бибракс, която е обсадена и разрушена през 57 пр.н.е. от белгите. Rимляните им помагат да си построят нова столица, която тогава била втори по-големина град на Галия Durocorterum, лат.: Durocortorum Remorum. През римско време се употребява късата форма Remis, от който произлиза днешното име Реймс.